# Баре
Баре́ (Arihini, Barauana, Barauna, Barawana, Baré, Cunipusana, Ihini, Maldavaca, Mitua, Yavita) — почти исчезнувший аравакский язык, на котором говорит народ с одноимённым названием, которые проживают в штате Амасонас (крайняя юго-западная граница с Колумбией, возле реки Негро, от бразильско-венесуэльской границы в сторону рукава реки (канала) Касикьяре, город Мароа) в Венесуэле, а также на ареале реки Шье на северо-западе штата Амазонас в Бразилии. В настоящее время народ перешёл на испанский и ньенгату языки. Название «баре» также является распространённым термином для отдельных языков: банива, гуарекена, мандавака и пиапоко.